# Love Is Dead
Love Is Dead é o álbum de estreia da cantora estoniana Kerli. Após fazer sessões de composição com um grupo de profissionais da área entre 2004 e 2006 no seu país natal e na Suécia, fez uma audição à gravadora estado-unidense Island Def Jam. O resultado foi seu contrato pela subsidiária Island no último ano mencionado, dando início ao seu primeiro disco, o qual foi distribuído em 7 de julho de 2008. A artista é co-autora de todas as faixas do trabalho, que consiste de letras autobiográficas da intérprete que lidam com os obstáculos — como a depressão — pelos quais passou enquanto tentava estabelecer-se na indústria musical.  O material deriva dos gêneros pop e rock alternativo, mas contém elementos de industrial, electronica, heavy metal, trip hop, reggae e R&B.
De acordo com Kerli, ambos títulos e a arte de capa do Love Is Dead demonstram a contraposição de "luz e escuridão", a qual foi notada por críticos da mídia especializada; as resenhas do conjunto de músicas consequentemente ficaram polarizadas, com redatores apontando sua criatividade e o álbum como um dos melhores de 2008, enquanto outros observaram seu conteúdo como fraco e contraditório devido ao efeito supracitado. O disco obteve um desempenho moderado nos países da Europa cujas tabelas musicais entrou: Bélgica, Itália e Suíça. Nos Estados Unidos, atingiu o número 126 da sua lista principal, a Billboard 200, e alcançou sua melhor posição ao ficar na segunda da Heatseekers Albums. A primeira canção lançada como single da obra, "Walking on Air", teve popularidade pelo continente europeu e a divulgação do Love Is Dead consistia de aparições de Kerli ao vivo em eventos internacionais e suas faixas em mídias diversas.

## Antecedentes e desenvolvimento
Entre 2004 e 2006, a estoniana Kerli estava tentando dar início à sua carreira musical, quando após tentativas falhadas de estabelecer-se em uma companhia fonográfica, um empresário de Estocolmo ouviu a música que fazia na época e convidou-a para aprender composição com um grupo de profissionais desta área. Logo, ela passou esses dois anos compondo na Suécia e no seu país. Passado este período, um funcionário da gravadora estado-unidense Island Def Jam escutou as canções de demonstração da artista e seu A&R, Joshua Sarubin, voou até Estocolmo, onde convidou a cantora a viajar até Nova Iorque. Na cidade, ela fez uma audição a L.A. Reid em junho de 2006, que resultou no seu contrato com a Island Records.
A partir da sua entrada na Island, Kerli deu início à elaboração do seu álbum de estreia. Gravado em estúdios Nova Iorque e Los Angeles, a cantora colaborou com diversos músicos no desenvolvimento no projeto, que incluem os irmãos Joel e Benji Madden, da banda Good Charlotte. As composições que Kerli fez desde seu percurso profissional foram sendo acrescentadas às que foram criadas neste processo, o qual resultou em cerca de cento e cinquenta músicas. O título do disco, Love Is Dead (O amor está morto, em língua portuguesa) foi inspirado na primeira faixa do trabalho de mesmo nome e, segundo a intérprete, veio da sua questão de como o mundo funciona, servindo como uma contraposição. Esta diferença também ocorre na sua arte de capa, que contém a imagem de uma boneca de porcelana gótica, representando a "inocência", de acordo com a artista, para expressar a união de "luz e escuridão".

## Música
Love Is Dead é um álbum cujos gêneros musicais são classificados principalmente como pop e rock alternativo, mas que incorpora também elementos de industrial, electronica, heavy metal e trip hop. De acordo com Kerli, as canções do disco são baseadas nas experiências que teve durante cinco anos da sua vida. A origem das inspirações foi a depressão pela qual passou quando era uma compositora autônoma sem a esperança de ser contratada por uma gravadora, além das dificuldades financeiras pelas quais enfrentou. A respeito do tema, ela veio a comentar: "(...) é basicamente sobre ultrapassar obstáculos e a escuridão. Sou muito grata por todas estes ensinamentos, pois acredito que até tu estares absorto pela escuridão, não consegues ultrapassá-la e encarar a luz."
A faixa inicial e que dá título ao trabalho, "Love Is Dead", é uma composição "sombria" e "com raiva" na qual Kerli canta "O amor não vive mais aqui" Segundo a cantora, era inicialmente sobre o término de um relacionamento que teve, mas com o passar do tempo, ela sentiu que trata do mundo como é: "Há tanta ira e dor no mundo atualmente. Estamos tão perdidos e confusos. Espero que isso mude. O amor não está morto, na verdade; ele apenas não está dominando o mundo no momento." "Walking on Air" é uma autobiografia da artista sobre sua viagem da Estônia até seus sonhos tornarem-se realidade e é executada ao som de teclados na sua produção. "The Creationist" é uma canção de pop "otimista" tocada em piano na qual Kerli informa ser uma criacionista em relação à maneira que ela projetou e transformou sua própria vida: "A vida é minha criação / É minha melhor amiga." "I Want Nothing" é uma obra de rock cuja execução de guitarras foi descrita por Rick Florino, do Artistdirect, como uma "mastigação destorcida", ao passo que a seguinte "Up Up Up" é mais alegre com seus ritmos de reggae. "Bulletproof" é uma balada emocional na qual Kerli mostra "seu [lado] mais vulnerável" sobre um relacionamento doloroso com sua produção constintindo de sintetizadores de música industrial.
No sétimo número "Beautiful Day", do gênero R&B, a artista canta sobre a esperança de um futuro melhor e no próximo, o dançante "Creepshow", ela proclama sobre não pertencer a um lugar: "De onde eu venho, ser diferente não é algo muito aceitado. Nós não temos nenhuma outra nacionalidade além da russa. É como se todos vivessem numa caixa. Sempre senti que precisava mais de um ambiente de mente aberta." "Hurt Me" é uma música de rock sobre o abuso mental que Kerli sofria quando jovem. "Butterfly Cry", descrita como "aparentemente a canção mais pessoal do álbum" por Sal Cinquemani, da Slant Magazine, trata da cantora saindo da depressão que teve durante seu crescimento. "Strange Boy" é uma faixa de industrial e a décima segunda e última do Love Is Dead, "Fragile", tem como tema a viagem da cantora da Estônia até tornar-se uma artista nos Estados Unidos.

## Divulgação

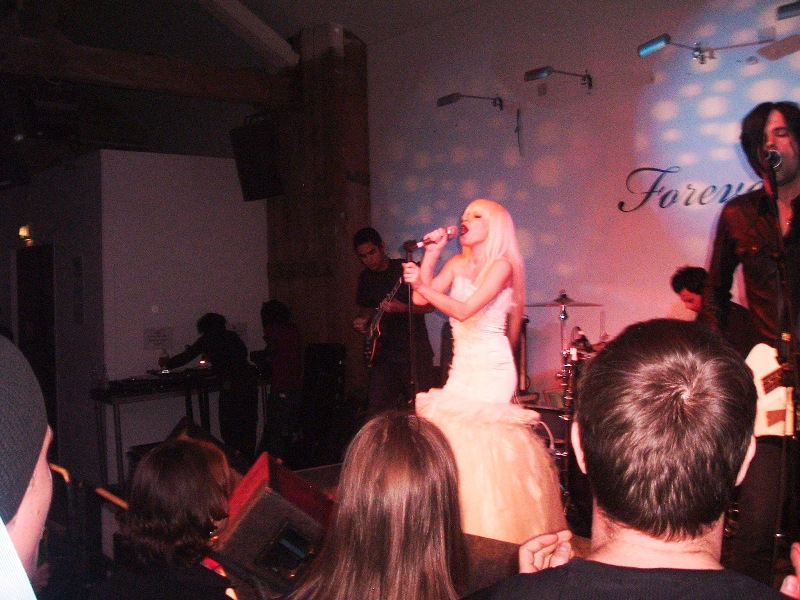
Kerli apresentando-se em 2008.

A divulgação do projeto ocorreu através de diversos métodos. Um extended play (EP) epônimo de Kerli foi lançado em 16 de outubro de 2007 através de download digital — assim como em formato físico — contendo as duas primeiras canções do Love Is Dead, "Walking on Air" e a faixa-título, mais uma regravação de "She's in Parties", original da banda britânica Bauhaus. Este produto serviu como uma prévia do álbum.
A cantora fez apresentações ao vivo dos números do disco em severas ocasiões. Na edição de 2008 da premiação de cinema e televisão Scream Awards, transmitida em 18 de novembro daquele ano, a artista interpretou "Walking on Air" e no dia seguinte uma foto do seu concerto foi destacada na página do jornal Los Angeles Times. Naquele ano, a artista foi uma das celebridades apoiadas pelo especial da empresa Yahoo! Who’s Next?: Critical Eye, no qual cantou a faixa de promoção do trabalho. Em 22 de maio de 2009, a intérprete compareceu em Munique para apresentar o single no evento musical The Dome. Em 12 de julho seguinte, Kerli participou do festival estoniano Õllesummer, onde seu concerto consistiu de variadas músicas do Love Is Dead executadas para um público de nove mil pessoas.
Auxiliando na sua propaganda, composições do Love Is Dead foram incluídas em mídias diversas: "Creepshow" no jogo eletrônico Burnout Paradise e "Bulletrpoof" no filme Punisher: War Zone.

### Singlese outras canções
A primeira canção do Love Is Dead lançada como single foi "Walking on Air", em 10 de setembro de 2008. A faixa alcançou um desempenho moderado nas tabelas musicais da Europa: ficou entre as quarenta primeiras posições em cinco países, dos quais atingiu seu pico no número vinte da lista italiana publicada pela empresa Federazione Industria Musicale Italiana. Sua repercusão expandiu-se com sua entrada na compilação continental European Hot 100, na qual alcançou a 75.ª posição. O vídeo correspondente à obra foi dirigido por Aggressive e mostra o crescimento de Kerli em uma casa de diversão sombria. Esta gravação audiovisual venceu a categoria Aasta muusikavideo na edição de 2009 da premiação estoniana Eesti Muusikaauhinnad. "The Creationist" foi lançada na Itália através de download digital em 4 de dezembro de 2009 e nesta edição, vocais do cantor local Cesare Cremonini foram adicionados.
Outras canções do disco receberam divulgação, embora limitada. "Love Is Dead" foi distribuída através de um CD single promocional em 2008 contendo sua versão original e outra edição para rádios. Um vídeo para a obra foi coordenado por Josh Mond exibindo uma velha Kerli e ao longo que é executado, a cantora vai rejuvenescendo e sua tela de fundo mostra efeitos especiais de natureza. No mesmo ano, "Creepshow" foi lançada na Estônia em um CD single promocional. A música também teve um vídeo dirigido por Daniel Müntinen e Jaagup Metsalu, os quais formularam uma animação gráfica com referências históricas e culturais da Estônia.

## Recepção crítica
| Críticas profissionais | Críticas profissionais |
| Avaliações da crítica  | Avaliações da crítica  |
| Fonte                  | Avaliação              |
| ---------------------- | ---------------------- |
| About.com              | [ 7 ]                  |
| Allmusic               | [ 11 ]                 |
| Artistdirect           | [ 9 ]                  |
| Blender                | [ 38 ]                 |
| Los Angeles Times      | [ 16 ]                 |
| Slant Magazine         | [ 15 ]                 |

O portal Metacritic, a partir de quatro resenhas recolhidas, deu 57 pontos ao Love Is Dead em uma escala que vai até cem, indicando "análises mistas ou razoáveis". Ben Norman, na seção dos gêneros dance music e electronica do portal About.com, foi favorável em relação à interpretação vocal de Kerli e à música contida no álbum, que, de acordo com o redator, muda de estilos após as duas primeiras faixas para "momentos de luz e escuridão" e em síntese, comentou que "Love Is Dead é um dos melhores e mais únicos produtos musicias de 2008". Heather Phares, do Allmusic, concordou da mistura de iluminação e escuridão pela trajetória sonora do disco e seu destaque no meio musical do ano em que foi lançado. Apontou que embora certas canções tenham influências de variadas outras artistas e suas falhas, "não é cansativo, mas sim único". Rick Florino, do Artistdirect, aclamou o trabalho da cantora por apresentar um "(...) mundo novo para nós. É um mundo onde a criatividade reina, limites não existem e as possibilidades são infinitas". Observou que o projeto estende-se de "música alternativa" para "arte alternativa" pela visão da intérprete, que "transcende das notas gravadas no produto para uma honestidade aparente". Concluiu sua análise afirmando que Kerli produzira algo que "poderia ser muito significante para a juventude privada de direitos e desiludida do século XXI".
Entretanto, Andrew Harrison, da revista Blender, foi mais crítico: notou que Love Is Dead parece um "teatro infantil" e que ao invés de possuir música que transmita algo, contém letras extremamente banais feitar para crianças de pré-escolas. Christy Grosz, do Los Angeles Times, nomeou o projeto de "cheio de contradições" por suas canções positivas em função do título negativo e que para uma pessoa como Kerli que afirma ter crescido sem música, "Butterfly Cry" e "Bulletproof" destacam-se por seus temas de mágoa, tendo ainda exaltado a habilidade vocal da artista em "Walking on Air". Sal Cinquemani, do periódico Slant, avaliou que os três primeiros números são os melhores do conjunto pela informação de diversidade e esperteza musical. Porém, concluiu que o álbum funciona melhor com assuntos mais simples como rapazes estranhos em "Strange Boy" e dias bonitos em "Beautiful Day" e a tentativa de impressionar "chega casualmente a refrescar o ouvinte".

## Desempenho comercial
Love Is Dead fez sua estreia nas tabelas musicais nos Estados Unidos através da revista Billboard. Sua lista principal de álbuns, a Billboard 200, apresentou em 16 de julho de 2008 que o produto ficou no seu número 126 com cinco mil e quinhentas cópias vendidas na sua primeira semana, saindo da publicação após um mês da sua introdução. O mesmo periódico anunciou que o trabalho obteve seu melhor desempenho na Heatseekers Albums, que divulga a entrada de artistas novos, ao atingir a segunda posição na classificação. Sua trajetória expandiu-se para o território europeu quando, em agosto seguinte, alcançou o 92.° lugar da compilação suíça Schweizer Hitparade. Em 2009, permaneceu-se neste continente em fevereiro com seu percurso pela Bélgica: na região da Valônia, empregou-se no 52.° posto, ao passo que na de Flandres, situou-se no 61.°. No mês correspondente, na Itália, seu pico foi no valor de 64 pela listagem feita pela empresa Federazione Industria Musicale Italiana (FIMI). De acordo com o sistema de recolhimento de dados Nielsen SoundScan, o disco teve 67 mil edições comercializadas em localidade estado-unidense até a data de maio de 2011.
| Tabela (2008–09)                                 | Melhor posição |
| ------------------------------------------------ | -------------- |
| Bélgica (Ultratop 50 de Flandres)                | 61             |
| Bélgica (Ultratop 40 da Valônia)                 | 52             |
| Estados Unidos (Billboard 200)                   | 126            |
| Estados Unidos (Heatseekers Albums)              | 2              |
| Itália (Federazione Industria Musicale Italiana) | 64             |
| Suíça (Schweizer Hitparade)                      | 92             |

## Lista de faixas
| N.º            | Título            | Compositor(es)                                                          | Produtor(es)    | Duração |  |
| 1.             | "Love Is Dead"    | Miles Gregory Kerli Kõiv David Maurice                                  | Maurice         | 4:36    |  |
| 2.             | "Walking on Air"  | Kõiv Lester Mendez                                                      | Mendez          | 4:27    |  |
| 3.             | "The Creationist" | Guy Chambers Kõiv                                                       | Chambers        | 3:38    |  |
| 4.             | "I Want Nothing"  | Kõiv Maurice                                                            | Maurice         | 3:58    |  |
| 5.             | "Up Up Up"        | Kõiv Maurice                                                            | Maurice         | 3:25    |  |
| 6.             | "Bulletproof"     | Kõiv Thomas Who                                                         | Maurice         | 5:01    |  |
| 7.             | "Beautiful Day"   | Dead Executives (Jason "Jay E" Epperson Benji Madden Joel Madden ) Kõiv | Dead Executives | 3:51    |  |
| 8.             | "Creepshow"       | Vanessa Bley Kõiv Maurice                                               | Maurice         | 3:12    |  |
| 9.             | "Hurt Me"         | Kõiv Mendez                                                             | Mendez          | 3:37    |  |
| 10.            | "Butterfly Cry"   | Kõiv Krister Linder                                                     | Mathias Wollo   | 4:39    |  |
| 11.            | "Strange Boy"     | Kõiv Maurice                                                            | Maurice         | 3:18    |  |
| 12.            | "Fragile"         | Peter Agren Kõiv Anders Lennartsson                                     | Maurice         | 4:11    |  |
| Duração total: | Duração total:    | Duração total:                                                          | Duração total:  | 45:53   |  |

| Faixa bônus da iTunes Store |        |                     |         |  |
| N.º                         | Título | Compositor(es)      | Duração |  |
| 13.                         | "Heal" | Kõiv*Maurice [ 48 ] | 6:05    |  |

Notas
- "Love Is Dead" contém elementos de "Love Don't Live Here Anymore", composta por Miles Gregory.[49]

## Créditos de elaboração
Kerli Kõiv é a artista principal do Love Is Dead e co-compôs todas as doze faixas do álbum. Ela trabalhou com diversos profissionais na produção do disco nas áreas técnica, artística e publicitária.
Joshua Serubin e AJ. Benson encarregaram-se na parte de A&R, enquanto Paul Resta e Gabriela Schwartz ficaram responsáveis no marketing do álbum, cuja administração foi feita por Greg Mertz e Bruce Roberts pela Chalkboard Music, Inc e negociação por Randy McMillan. A direção de arte e o design do disco foram produzidos por Kerli com Todd Russell e JP Robinson. Os artistas plásticos envolvidos no projeto foram Natalie Shau, na ilustração de capa; Davis Factor e Morand, nas fotografias dos encarte; Karen Levitt, no estilo da obra e Andy Proctor na elaboração da embalagem.
Os compositores que colaboraram com Kerli foram David Maurice, Miles Gregory, Lester Mendez, Guy Chambers, Thomas Who, Jason "Jay E" Epperson, Joel Madden, Benji Madden — os três últimos são conhecidos como a equipe Dead Executives —, Vanessa Bley, Krister Linder, Peter Agren e Anders Lennartsson. Vozes adicionais foram providenciadas por Chambers, Jennifer Karr, Bley, Audrey Martells e Tanesha Gary. Os produtores musicais das canções do Love Is Dead são Maurice, Mendez, Chambers, Dead Executives e Mathias Wollo. A masterização foi incumbida por Leon Zervos; a engenharia realizada por Maurice, T. J. Doherty, Joe "J-Wo" Wohlmuth, John Ewin, Mike Green e Mathias e Lasse Mártén, com o auxílio de Keith Gretlein, Charler Wilson, Jr. e Mark Roule; e o trabalho de mixagem feito por Maurice, Neal Pogue, Richard Flack, Tony Maserati, sendo assistido por Matty Green, Wilson, Jr. e Roule. Outras partes de processo foram as de arranjos, elaborada por Maurice e Mendez; gravação, por Paul Stanborough; e programação, por Maurice, Stanborough, Flack e Christian Olsson.
Diversos músicos executaram, conduziram, gravaram e ou programaram os respectivos instrumentos nas faixas do projeto: de percussão como bateria por Skoota, Maurice, Josh Garza, Ill Factor, Per Eklund e Karl Brazil; de teclas como teclados, piano, sintetizadores e órgão por Maurice, Chambers, Wollo, John Deley e Andreas Levander; e de cordas como viola, violino, violoncelo, violão acústico, guitarra elétrica e baixo por Wollo, Brazil, Levander, Eklund, Maurice, Deley, Oliver Strauss, Fil Eisler, Anthony Falanga, Gregg E. August, Joel. W. Noyes, Inbal Segev, Emily K. Ondrovek, Alison Zlotow, Mio H. Alt, Yoon K. Kwon, Sonus Quartet, Paul Stanborough, Inbal Brener, Jonathan Vinocour, Philip Spetzer, Benji Madden, Mike Green, Josh Freese, The Fleshquartet, Örjan Högberg, Jonas Lindgren, Sebastian Öberg, Mattias Hellde, Josh Garza, Richard Fortus e Skoota. Wollo também tocou kisanji, um idiofone, em "Butterfly Cry".

## Histórico de lançamento
Love Is Dead foi lançado primeiramente em 7 de julho de 2008 em países da Europa através de download digital. Um dia após, foi disponibilizado através deste formato na América do Norte e em edição física nos Estados Unidos. O álbum recebeu sua distribuição em CD igualmente durante o ano de 2009 em nações europeias como Alemanha, Eslováquia, Polônia e Áustria e na asiática da República Popular da China.